# Joe Hewitt
Wicemarszałek Lotnictwa Joseph Eric (Joe) Hewitt odznaczony Orderem Imperium Brytyjskiego. (ur. 13 kwietnia 1901 w Tylden, zm. 1 listopada 1985 w Melbourne) –  jeden z wyższych dowódców Royal Australian Air Force (RAAF), oficer Royal Australian Navy (RAN), który w roku 1928 na stałe przeniósł się do lotnictwa.

## Życiorys
Na początku lat trzydziestych XX wieku dowodził 101 Eskadrą, a następnie 104 Dywizjonem (bombowym). W roku 1941 mianowany został zastępcą szefa sztabu RAAF, a wkrótce skierowany do Kwatery Głównej Lotnictwa Alianckiego Obszaru Południowo-Zachodniego Pacyfiku. Początkowo Hewitt pełnił funkcję szefa pionu wywiadu, ale w 1943 objął dowództwo 9 Grupy Operacyjnej, głównej siły uderzeniowej australijskiego lotnictwa. Niespodziewanie, przed upływem roku, został usunięty przez szefa sztabu wicemarszałka George'a Jonesa, rzekomo z powodu niskiego poziomu morale i dyscypliny w jednostce.
Hewitt odzyskał dobrą reputację po wojnie, piastując w latach 1945-1948 ważną funkcję szefa kadr RAAF. Osobiście odpowiedzialny za demobilizację tysięcy latającego i naziemnego personelu, a zarazem za przekształcenie czwartej co do wielkości siły powietrznej świata w znacznie mniejszą, przystosowaną do warunków pokojowych, zdołał zmodernizować proces kształcenia i treningów w RAAF. 
Hewitt w roku 1951 został odznaczony Komandorią Orderu Imperium Brytyjskiego i w tym samym roku mianowany szefem służb logistycznych. 
Odszedłszy z wojska w roku 1956 otworzył własne wydawnictwo. Sam napisał dwie książki, w tym "Adversity in Success", wspomnienia z wojny na Pacyfiku. Zmarł w wieku 84 lat.